# Naissance en 835
Naissance
- 831
- 832
- 833
- 834
- 835
- 836
- 837
- 838
- 839

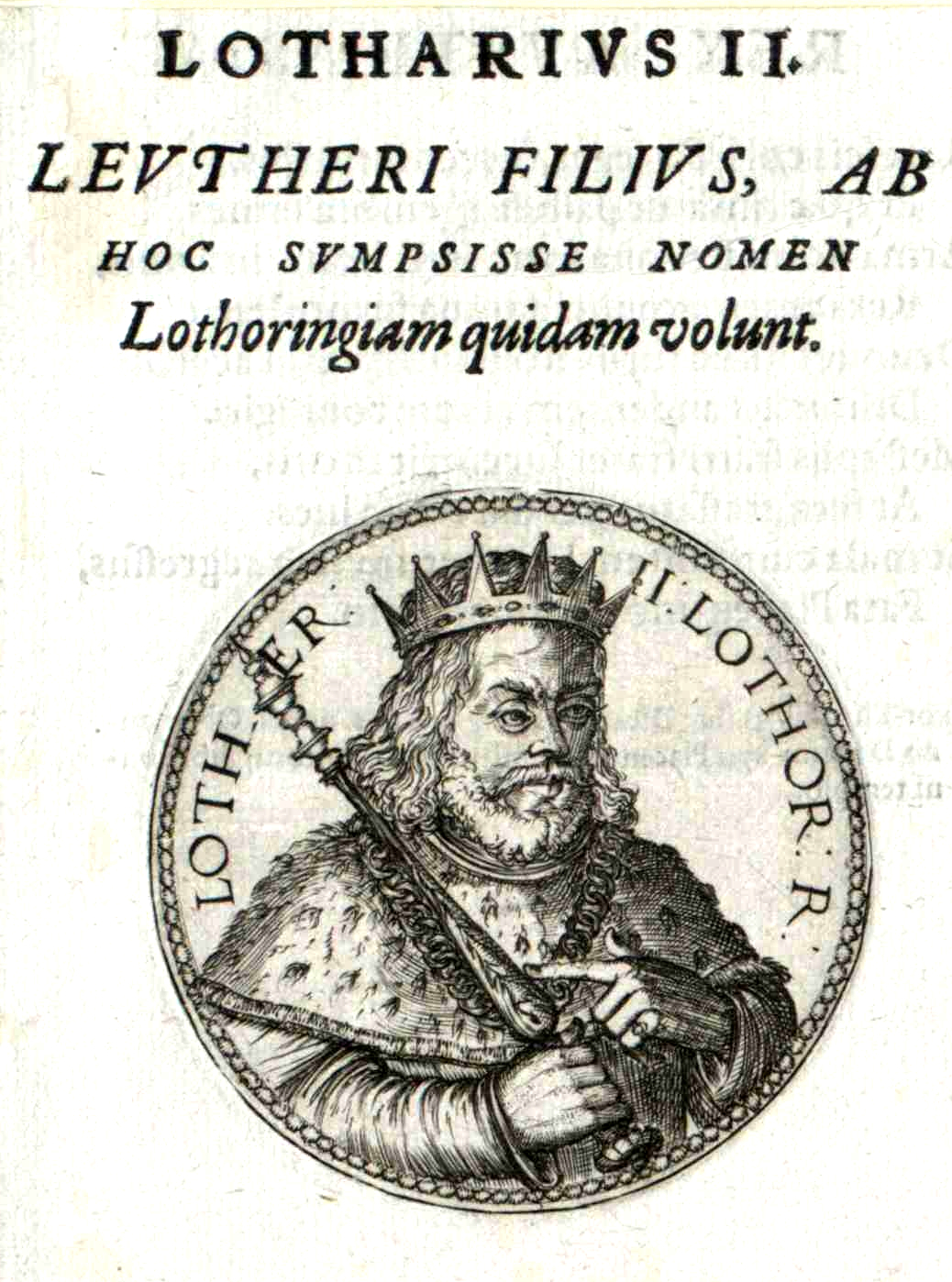
Lothaire II, né vers 835.

Cette page dresse une liste de personnalités nées au cours de l'année 835 :
- Ahmad Ibn Touloun, fondateur de la dynastie des Toulounides qui a régné sur l'Égypte.
- Ahmad ibn Yusuf, mathématicien arabe.
- García Jiménez de Navarre, sous-roi ou co-roi d’une partie du royaume de Pampelune.
- Guaifer de Salerne, prince de Salerne.

date incertaine (vers 835)
- Lothaire II, roi de Lotharingie.
- Louis III de Germanie dit Louis le Jeune, futur roi de Germanie.
- Qian Kuan (en), père du seigneur de guerre Qian Liu (en), fondateur du royaume Wuyue.

## Crédit d'auteurs
- Cet article est partiellement ou en totalité issu de l'article intitulé « 835 » (voir la liste des auteurs).